# Kurt Kuschela
Kurt Kuschela (Berlín, 30 de septiembre de 1988) es un deportista alemán que compite en piragüismo en la modalidad de aguas tranquilas.
Participó en los Juegos Olímpicos de Londres 2012, obteniendo una medalla de oro en la prueba de C2 1000 m. Ha ganado dos medallas en el Campeonato Mundial de Piragüismo, oro en 2013 y bronce en 2011, y una medalla de plata en el Campeonato Europeo de Piragüismo de 2012.

## Palmarés internacional
| Juegos Olímpicos   | Juegos Olímpicos      | Juegos Olímpicos  | Juegos Olímpicos |
| Año                | Lugar                 | Medalla           | Competición      |
| ------------------ | --------------------- | ----------------- | ---------------- |
| 2012               | Londres (Reino Unido) | Medalla de oro    | C2 1000 m        |
| Campeonato Mundial |                       |                   |                  |
| Año                | Lugar                 | Medalla           | Competición      |
| 2011               | Szeged (Hungría)      | Medalla de bronce | C2 500 m         |
| 2013               | Duisburgo (Alemania)  | Medalla de oro    | C4 1000 m        |
| Campeonato Europeo |                       |                   |                  |
| Año                | Lugar                 | Medalla           | Competición      |
| 2012               | Zagreb (Croacia)      | Medalla de plata  | C2 1000 m        |